# عبادة بن الخشخاش
عُبَادَة بن الخَشْخَاش، صحابي من الأنصار، شهد غزوة بدر، وقُتل في غزوة أحد سنة 3 هـ، ودفن هو والنعمان بن مالك، والمجذر بن زياد في قبر واحد.
وهو ابن عم المجذر بن زياد وأخوه لأمه وهو حليف بني سالم من بني عوف من الأنصار، وقيل حليف بني غنم بن عوف، واتفقوا أنه بلوي.

## نسبه
عُبَادَة بن الخَشْخَاش أو عبدة بن الحسحاس بن عَمْرو بن زَمْزَمَة بن عَمْرو بن عمارة بن مالك بن عمرو بن بَثِيَرة بن مَشْنوءٍ بن القُشَر بن تميم بن عَوْذ مناه بن ناج بن تيم بن أَراشة بن عامر بن عَبيلة بن قسْميل بن فرَّان بن بَلِيّ البلوي.